# Iochroma cyaneum
Iochroma cyaneum là loài thực vật có hoa trong họ Cà. Loài này được (Lindl.) G.H.M. Lawr. & J.M. Tucker mô tả khoa học đầu tiên năm 1955.